# Samuel Gutowski
Samuel Gutowski war ein königlich-polnischer Hofbeamter.
Gutowski war von 1607 bis 1620 Starost im Radomski Land und Besitzer der Güter Luczyce im Bezirk Belzki. Im Jahre 1620 berief ihn der polnische König Sigismund III. Wasa an den königlichen Hof, wo er als Hofbeamter lebte. Im Jahre 1623 bekam er vom König für seinen Dienst, das Dorf Ciolek im Kreis Gostynski geschenkt.